# Ковтунівка (Парафіївська селищна громада)
Ковтуні́вка — село в Україні, у Прилуцькому районі Чернігівської області. Населення становить 87 осіб. Входить до складу Парафіївської селищної громади.

## Географія
Село Ковтунівка знаходиться на лівому березі річки Смош, вище за течією на відстані 4 км розташоване село Ступаківка, нижче за течією на відстані 0,5 км розташоване село Іваниця.

## Історія
Хутір було приписано до Георгіївської церкви у Іваниці.
У 1800 році на хуторі Ковтуновський проживало 103 податкові душі.
У 1862 році на хуторі володарському Ковтунівщина було 25 дворів де жило 91 особа
Найдавніше знаходження на мапах 1869 рік як Ковтунівщина
У 1911 році на хуторі Ковтунівщина жило 242 особи